# أبزو
أبزو أو أبسو ABSU و يقال أيضا إنكور ومعنى الكلمة أب=ماء زو=عمق ومعناه عمق المياه وهو اسم الماء المنتعش من المياه الجوفية وهو حسب الميثولوجيا السومرية هو مصدر المياه والبحيرات والبحار والانهار و الجداول والينابيع وهو ماء مقدس عند السومريين. وهو ضمن الآلهة البدائية مع كل من نامو (تيامات) إلهة البحر و مومو إله الضباب. هو و تيامات قاموا بولادة الآلهة الأخرى. إعتقد السومريين أن الإله إنكي كان يعيش في داخله منذ البدأ. أما في ملحمة إينوما إيليش فذكر أنه خطط لقتل الآلهة الشابة بعد أن أزعجت تيامات وجعلته غير قادر على النوم، فقام إيا بسحره وقتله.